# Banánhéj, avagy túlélni Bagi-Nacsát
A Banánhéj, avagy túlélni Bagi-Nacsát egy szórakoztató műsor volt Bagi Iván és Nacsa Olivér vezetésével, amely 2003 és 2005 között futott a TV2-n.
A műsorban celebeket és különféle televízióműsorokat parodizált a Bagi-Nacsa páros. Visszatérő szegmensek is akadtak a műsorban, illetve állandó műsorelemként egy sztárvendéget fogadtak vendégül, akit szembesítettek is parodizált önmagával (ez a későbbi műsoraikban is visszaköszönt). Az első ilyen vendég Havas Henrik volt, de Medgyessy Péter akkori miniszterelnök is szerepelt a műsor ezen részében.
A műsor népszerűsége ellenére negatív kritikákat is kapott, a "faviccek" és a "megújulásra képtelenség" miatt.
A műsor folytatása 2007. szeptember 28-tól 2008. május 14-ig került képernyőre Médiacápa címmel. 2008 és 2009 között a magyar Comedy Central megismételte a műsor epizódjait.

## Epizódlista
| Évad | Epizódok száma | Első adás            | Utolsó adás        |
| ---- | -------------- | -------------------- | ------------------ |
| 1    | 19             | 2003. szeptember 8.  | 2004. május 31.    |
| 2    | 18             | 2004. szeptember 13. | 2005. május 30.    |
| 3    | 4              | 2005. szeptember 26. | 2005. december 19. |

## Különkiadások
Az első évad zárórésze (2004. június 7.)
Magyar banán - avagy a hordától a Kordáig (2005. december 31.)
A műsor 2005-ös szilveszteri adása.
Bagi-Nacsa bemutatja: A Nagy Pár(t)viadal - Az "igazi" Gyurcsány-Orbán vita (2006. március 31.)
A különkiadást néhány nappal a 2006-os országgyűlési választás előtt tűzte műsorára a TV2, ahol konferansziéként Verebes István is közreműködik.